# نقطه (آلبوم)
نقطه (انگلیسی: Period) ششمین آلبوم استودیویی از خواننده آمریکایی کشا است. این آلبوم در ۴ ژوئیه ۲۰۲۵ توسط ناشر خودش به نام کشا رکوردز منتشر شد. این نخستین پروژهٔ کشا پس از جدایی از آرسی‌ای و کموساب رکوردز در دسامبر ۲۰۲۳ است. این آلبوم نقدهای عموماً مثبتی از سوی منتقدان دریافت کرد.

## پس‌زمینه
️از سال ۲۰۱۴ تا ۲۰۲۳، کشا درگیر یک دعوی حقوقی با تهیه‌کننده سابقش، دکتر لوک بود. کشا ابتدا از او به خاطر تجاوز جنسی و ضرب و شتم شکایت کرد، اما دکتر لوک متقابلاً به‌خاطر افترا از او شکایت کرد. این دعوی حقوقی باعث شد که کار کشا برای چند سال متوقف شود و در سال ۲۰۱۶ درخواست حکم موقت برای فسخ قراردادش با آرسی‌ای رکوردز و کموساب رکوردز را که وقتی ۱۸ سال داشت امضا کرده بود، ارائه داد. درخواست او رد شد و از آن زمان، سه آلبوم دیگر تحت این ناشران منتشر کرد. آخرین آلبوم او تحت این ناشران، به نام دستور سکوت در مه ۲۰۲۳ منتشر شد. پرونده حقوقی کشا قرار بود در ژوئیه ۲۰۲۳ به دادگاه برود، اما یک ماه قبل از تاریخ محاکمه، توافقی حاصل شد و این پرونده که تقریباً ده سال طول کشیده بود، به پایان رسید. در دسامبر ۲۰۲۳، به‌طور رسمی اعلام شد که کشا از هر دو شرکت آرسی‌ای و کموساب و همچنین تیم مدیریتی‌اش، وکتور منیجمنت، جدا شده است. کشا در بیانیه‌ای به ورایتی گفت: «برای داشتن شروعی تازه در زندگی‌ام از یکدیگر جدا شدیم، اما همیشه از دوره‌ای که با هم داشتیم، سپاسگزار خواهم بود». او در اواخر فوریه ۲۰۲۴ با تیم مدیریتی جدیدی به نام کراش میوزیک قرارداد بست. در مصاحبه‌ای با وی مگزین، کشا به‌طور غیرمستقیم اشاره کرد که روزی مشخص وجود دارد که او آزاد خواهد بود تا موسیقی جدیدش را منتشر کند.
در سپتامبر ۲۰۲۴، ناشر مستقل کشا به نام کشا رکوردز قراردادی برای توزیع با آلترنتیو دیستریبیوشن الاینس که زیرمجموعه‌ای از گروه موسیقی وارنر است، امضا کرد.